# Salix hexandra
Salix hexandra är en videväxtart som beskrevs av Jakob Friedrich Ehrhart. Salix hexandra ingår i släktet viden, och familjen videväxter. Inga underarter finns listade i Catalogue of Life.